# 中原木工允
中原 木工允（なかはら もくのじょう、生年不詳 - 天文15年6月28日（1546年7月25日））は、戦国時代の武士。実名不詳、「木工助」と記す文献も存在する。

## 経歴
因幡山名氏の重臣・武田国信の郎党であった。天文15年（1546年）6月、橋津川の戦いに参加、相手方の大将・尼子豊久を討ち取る功を為した。『陰徳太平記』などによれば、豊久が武田方の放った矢を受け、落馬したところに、すぐさま駆け寄って討ち取ったという。木工允の働きにより、尼子の軍勢は一時、総崩れとなったが、一報を聞いて激怒した尼子国久が軍勢を立て直し、武田軍に猛攻を加えたために、瞬く間に形勢が逆転、武田軍は壊滅するに至った。木工允はそのような中で奮戦していたが、最後には尼子の兵に囲まれ、討ち取られた。尼子国久は敵ながら最期まで首を離さなかった木工允を褒め、禅院において丁重に弔ったと伝えられている。